# Bug Hall
Brandon "Bug" Hall (Fort Worth (Texas), 4 februari 1985) is een Amerikaans acteur.
Hall was in de jaren 90 een kindster die bekend werd toen hij een hoofdrol van Alfalfa had in de populaire jeugdfilm The Little Rascals. In 1995 was hij in de jeugdfilms The Stupids en The Big Green te zien.
Tegenwoordig heeft Hall voornamelijk gastrollen in televisieseries.

## Filmografie

### Film
- 1994: The Little Rascals
- 1995: The Stupids
- 1995: The Big Green
- 1996: The Munsters' Scary Little Christmas
- 1997: Honey, We Shrunk Ourselves
- 1997: Hercules
- 1998: Safety Patrol
- 2000: Skipped Parts
- 2002: Get a Clue
- 2003: The King and Queen of Moonlight Bay
- 2003: Footsteps
- 2003: Arizona Summer
- 2005: Mortuary
- 2009: American Pie Presents: The Book of Love

### Televisie
- 2004: CSI: Crime Scene Investigation
- 2004: Charmed
- 2004: Strong Medicine
- 2005: Cold Case
- 2006: The O.C.
- 2006: Justice
- 2006: CSI: Miami

- Biblioteca Nacional de España: XX1623160
- Bibliothèque nationale de France: cb15070070g (data)
- International Standard Name Identifier: 0000 0001 1557 3643
- Library of Congress Control Number: no2009101105
- Virtual International Authority File: 90647154
- WorldCat: E39PBJvmGxRjFkJbVKD67pfwmd